# 파그라달스퍄들

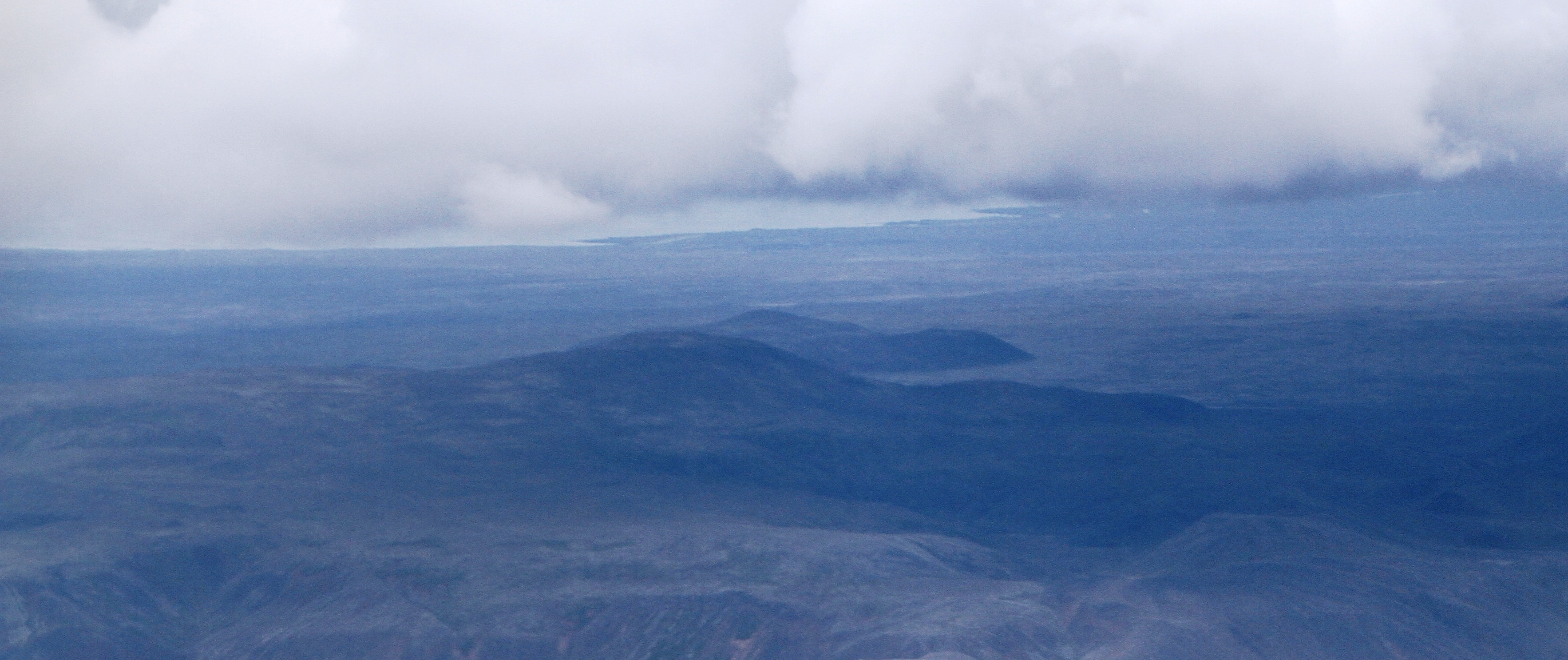
파그라달스피아들 산 전경

파그라달스퍄들(Fagradalsfjall)은 아이슬란드 남서부 레이캬네스반도에 위치한 순상 화산이자 열극으로, 높이는 385m이다. 수도 레이캬비크로부터는 약 40km 남쪽에 위치하고 있다. 2021년 3월 19일 분화가 일어나 4월 현재까지도 지속되고 있다. 이름은 아이슬란드어로 아름다움을 뜻하는 fagur, 계곡을 뜻하는 dalur, 산을 뜻하는 fjall의 결합이다.

## 지질 구조
레이캬네스반도의 화산계인 크리수빅 화산대에 위치하고 있으며, 동시에 북아메리카판과 유라시아판이 만나는 발산형 경계 지역에 위치하고 있다. 대서양 중앙 해령이 지나가는 특성상 폭발적 분화 대신 용암 위주의 비교적 작고 조용한 열극 분출(아이슬란드식 분출)이 일어난다.

## 2021년 분화
레이캬네스반도에서 2019년 후반부터 시작된 지진이 2021년 3월까지 지속되어 왔고, 지질학자들은 이를 마그마의 이동과 관입으로 인한 화산성 지진으로 파악하고 분화가 임박했다고 예상하고 있었다. 지진들 중 2건은 규모 5.6의 강진이었고, 지상 가옥에 작은 데미지를 입혔다. 분화 전 3주 동안 파그라달스피아들 지역에서만 총 4만회 이상의 군발성 지진이 발생하였다.
이후 2021년 3월 19일 현지시각 오후 9시 30분, 파그라달스퍄들 산 남쪽 지역의 겔딩가달루르(Geldingadalur) 계곡에서 분화가 일어났고, 길이 600~700m의 열극을 형성하고 용암을 분출하였다. 이는 레이캬네스반도에서의 약 800여년 만의 화산 분화였고, 파그라달스퍄들 화산은 약 6,000년동안 휴지기 끝에 분화한 것이다. 아이슬란드 기상청은 오후 9시 40분경 분화 사실을 첫 발표하였다. 용암 분출이 거주지가 없는 계곡 지역에서 일어났기에 주민들에 대한 피해는 없지만, 화산 가스 방출로 인한 위험성이 존재하고 있다.
분화는 순상 화산 내지는 열극 분출이며, 지질학자들은 짧게는 수일, 길게는 수년 이상 분화가 지속될 것으로 보고 있다. 용암 분출이 거주지에서 상당히 외진 산지 계곡에서 일어난 데다가 수도 레이캬비크에서 가깝고, 비교적 조용한 소규모의 하와이식 분화라, 수많은 관광객들이 모여 화산 분화를 관람하는 중이다. 용암 분출로 형성된 호니토(Hornito) 곁에 관광객과 연구원들이 모여들어 구경하거나 용암류를 이용해 소시지 등 음식을 해먹는 등, 꽤 평화롭고 안전한 분위기 속에 관광이 이루어지는 중이다. 종종 화산 가스의 양과 방향 때문에 통제되기도 하지만, 아이슬란드 당국에서는 현재는 출입을 허가한 상태이다.

## 2023년 분화
2023년 7월 10일 16:40 UTC에 리트리 흐루투르 정상 부근에서 균열이 발생하기 시작했다.

## 사진

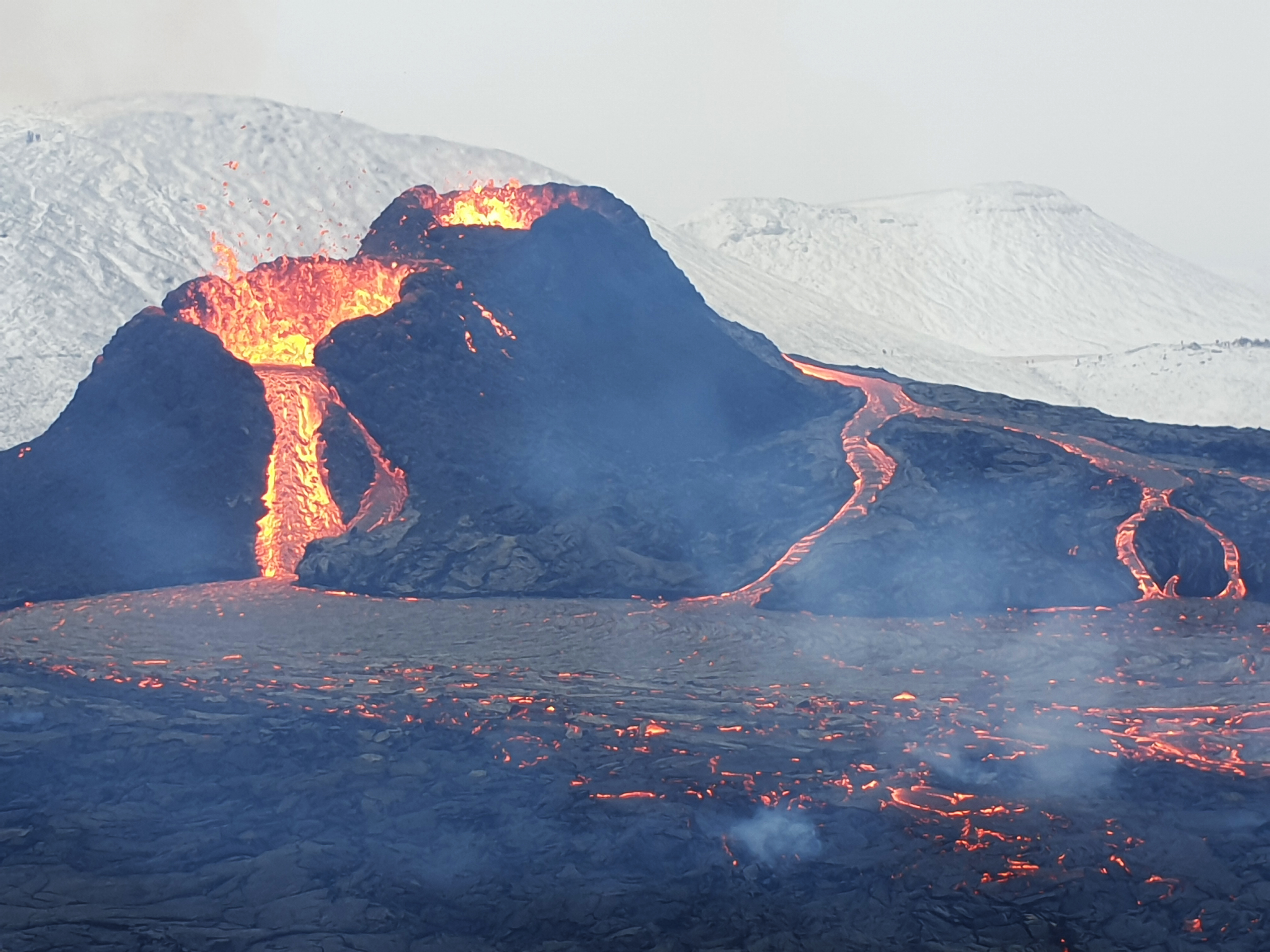
2021년 겔딩가달루르 계곡에서의 분출 모습
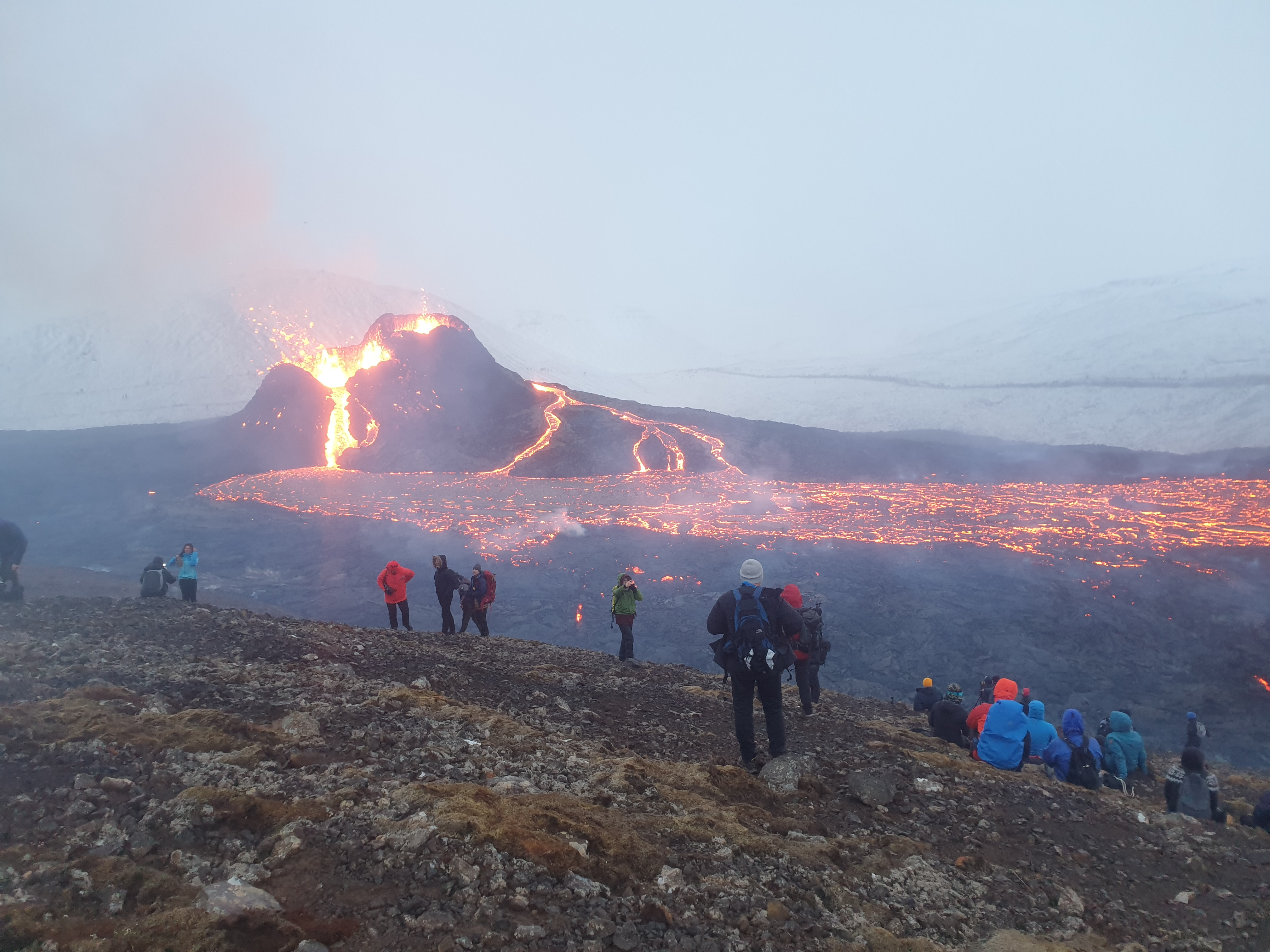
분화를 관찰하고 있는 관광객들
- 헬리콥터에서 바라본 분화 영상

## 같이 보기
- 아이슬란드의 지리